# Angie Ballard
Angela Ballard (Canberra, Australia, 6 de junio de 1982) es una atleta paralímpica australiana que compite en eventos de sprint en silla de ruedas en la categoría T53. Se quedó parapléjica a los 7 años debido a un accidente automovilístico.
Comenzó a competir en carreras de sillas de ruedas en 1994, y representó a Australia por primera vez en 1998. En cuatro Juegos Paralímpicos de 2000 a 2012, ganó tres medallas de plata y dos de bronce. Su entrenador actual es Louise Sauvage y su compañera de entrenamiento es Madison de Rozario.
Ballard realizó becas de atletismo en el Instituto Australiano del Deporte desde 1999 hasta 2001, y en la Universidad de Sídney (mientras estudiaba primero comercio y luego psicología ), y también representa al Instituto de Deporte de Nueva Gales del Sur. Ha sido nombrada por varias organizaciones como embajadora deportiva, y actualmente es miembro de la junta de Wheelchair Sports NSW.
Representó a Australia en los Juegos Paralímpicos de Río 2016. Estos fueron sus quintos JJOO.

## Biografía
At seven I was really angry and isolated. It was frightening. I wish I'd had someone to tell me it would get better, that life's not about the walking but about living your life.
A las siete estaba realmente enojado y aislado. Fue aterrador. Desearía tener a alguien que me dijera que mejoraría, que la vida no se trata de caminar, sino de vivir tu vida.

Ballard nació el 6 de junio de 1982 en Canberra. A los siete años quedó parapléjica (T10) después de un accidente automovilístico, cuando su madre perdió el control del automóvil debido a la fatiga. Después del accidente, su hospitalización inicial y su rehabilitación fueron realizadas en Canberra durante tres meses, entre personas amputadas de edad avanzada. Fue trasladada al Royal North Shore Hospital para continuar su rehabilitación, donde conoció a Christie Dawes, con quien más tarde correría en el equipo de relevos de 4x100 m en los Juegos Paralímpicos de Pekín 2008. Debido a que su hermano tenía espina bífida y ya había cursado educación en el sistema regular, sus padres insistieron en que Angie continuara, en lugar de una específicamente para estudiantes discapacitados. Asistió a Lyneham Primary School y Lyneham High School en Canberra. Su maestra de educación física fue una de las personas que primero la animó a participar en deportes en silla de ruedas. Después de su rehabilitación, intentó nadar y jugar baloncesto en silla de ruedas. Sus primeras experiencias en carreras a la edad de 12 años resultaron en ampollas y dolor de cuello, pero el atletismo en silla de ruedas pronto se convirtió en su pasión. A los 14 años, después del tratamiento para la escoliosis, Ballard no pudo participar en el deporte durante un año.
Le ofrecieron una beca con la ACT Academy of Sport y luego obtuvo una beca de atletismo en el Instituto Australiano del Deporte en Canberra de 1999 a 2001. En 2002, se mudó a Sídney para asistir a la universidad con una beca deportiva, inicialmente estudiando comercio. A 2011 vivía en Liberty Grove, Nueva Gales del Sur, y asistía a la Universidad de Sídney estudiando para una Licenciatura en Psicología, con la intención de ejercer como psicóloga. Se graduó y recibió un Premio Alumni en 2014.

## Carrera deportiva
People think because you end up in a chair that is it; but it is not. It's human nature, plain and simple, to better yourself; my sport has helped me get over the fact that I will never walk again. People all face and overcome different sorts of pitfalls in life. Sport has opened up a lot of opportunities for me; I meet a lot of different people, travel overseas a lot and have great things to look forward to.
La gente piensa porque terminas en una silla, eso es todo; pero no lo es. Es la naturaleza humana, simple y llanamente, mejorarte a ti mismo; mi deporte me ha ayudado a superar el hecho de que nunca volveré a caminar. Todas las personas enfrentan y superan diferentes tipos de dificultades en la vida. El deporte me ha abierto muchas oportunidades; Conozco a muchas personas diferentes, viajo mucho en el extranjero y tengo grandes cosas que esperar.

Ballard es un atleta de carreras en silla de ruedas, compitiendo principalmente en los eventos de sprint de la categoría T53. En comparación con los atletas T54, ella usa menos sus músculos abdominales, lo que significa que no puede levantarse tanto en su silla de ruedas para obtener el mejor ángulo para impulsarse hacia adelante.
Ballard ingresó por primera vez en carreras competitivas de sillas de ruedas en 1994, a la edad de doce años. Su primera silla de ruedas de carreras fue comprada de segunda mano. En 1997, comenzó a tomar el deporte más en serio y comenzó a establecer récords en atletismo australiano para su clasificación. Un año después, representó a su país en el escenario internacional. Para el año 2000, tenía registros nacionales en carreras de 100 m y 200 m T53.
Desde 2002 obtuvo una beca deportiva en la Universidad de Sídney, donde fue entrenada por Andrew Dawes (cónyuge de Christie Dawes). En ese momento, Dawes también entrenó a Louise Sauvage, y en ocasiones las dos entrenarían juntas. Después de que Sauvage se retiró del atletismo competitivo en silla de ruedas tras los Juegos de 2004, se convirtió en la entrenadora de Ballard. A 2012 su compañero de entrenamiento fue Madison de Rozario.

### Paralímpicos

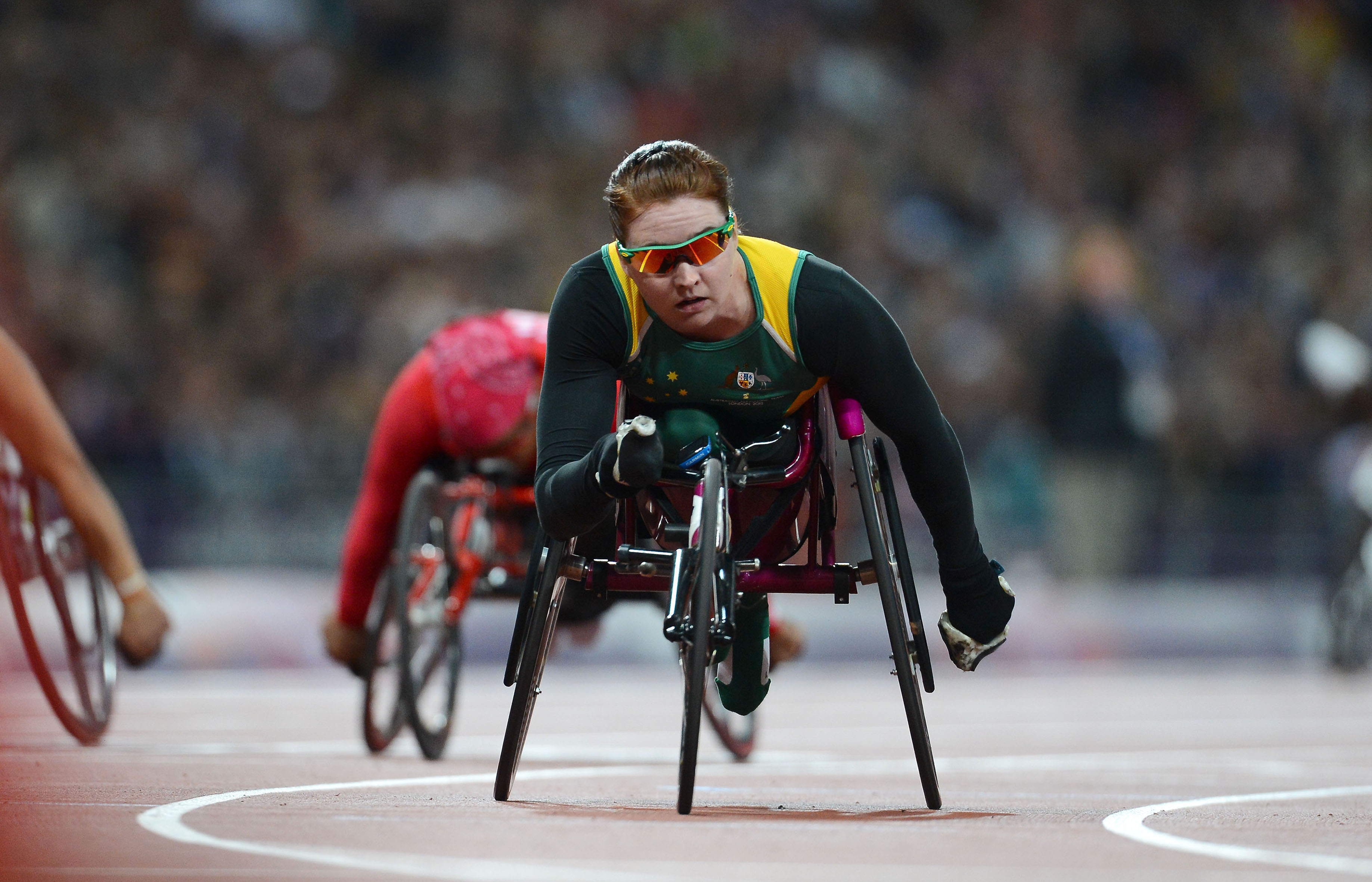
Ballard en los Juegos Paralímpicos de Londres 2012

Ballard compitió en Sídney en los Juegos Paralímpicos de Verano de 2000, pero no ganó ninguna medalla, quedando cuarta en los 100 m y 200 m; también fue portadora de la antorcha, y apareció en la sección de entretenimiento de la ceremonia de apertura, donde rodeó la pista de 12,3 metros (40,4 pies) en el aire, suspendida por un dirigible y ángeles gigantes inflados. En preparación para los Juegos Paralímpicos de 2004 en Atenas, Ballard entrenó seis días a la semana en 11 sesiones. Su entrenamiento incluyó ir al Parque Centenario y entrenar en sus colinas. También incluyó el trabajo en pista dos veces por semana y hacer entrenamiento con pesas al menos tres veces por semana. Este programa de entrenamiento causó algunas lesiones, por lo que redujo la frecuencia de entrenamiento para los Juegos posteriores. 

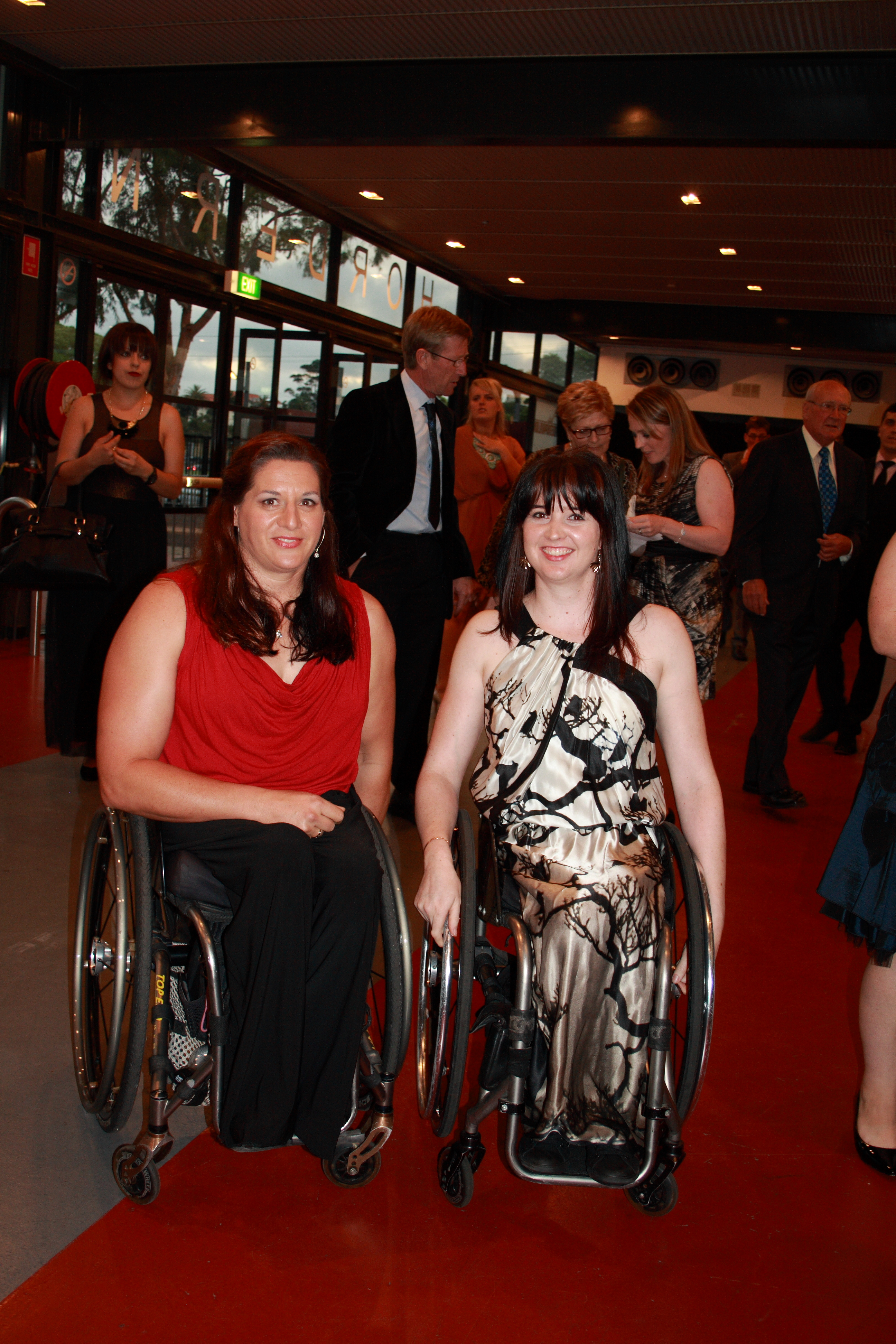
Louise Sauvage (izquierda) y Ballard en la ceremonia de entrega de los premios paralímpicos australianos del año 2012

Justo antes de los Juegos de 2004, compitió en un evento de calentamiento en Suiza y estableció récords australianos en las oruebas de 100   m, 400   m y 800   m. En los juegos de 2004, ganó una medalla de bronce en la prueba de los 100   m en la categoría T53, detrás de Tanni Gray-Thompson y Francesca Porcellato. Su objetivo para los Juegos Paralímpicos de 2008 fue establecer su mejor marca personal, pero también tenía los ojos puestos en una medalla. Tomó el año de su licenciatura en psicología para entrenar seis veces por semana. En los juegos de 2008, junto con sus compañeras de equipo Christie Dawes, Madison de Rozario y Jemima Moore, logró su mejor resultado paralímpico, ganando una medalla de plata detrás del récord mundial de China en la prueba de relevos 4x100 m T53/54. En los eventos individuales, terminó quinta en el femenino de 100  m T53 (una carrera ganada en tiempo récord mundial por Huang Lisha), séptimo en el femenino de 200  m T53 (también ganado en un tiempo récord mundial por Huang), séptimo en la prueba femenina de 400 m T53, y lideróla final de 800 m, finalmente termina sexto. Después de un par de resultados de competencia por debajo de la media en 2011, Ballard hizo grandes cambios en su dieta, guantes, técnica, posición de silla y régimen de entrenamiento. Entró en los Juegos Paralímpicos de 2012 celebrados en Londres ocupando el número uno del mundo tanto en los 100 m y 200 m T53. En los juegos, Ballard participó en las pruebas de clase T53 por 100   m, 200   m, 400   my 800   m. Ganó dos medallas de plata en los 200   my 400   m y una medalla de bronce en los 100   m.
En los Juegos Paralímpicos de Río de 2016, ganó dos medallas de bronce, una en la prueba femenina de 100 m y otra en los 400 m, ambas en la categoría T53.

### Campeonatos mundiales

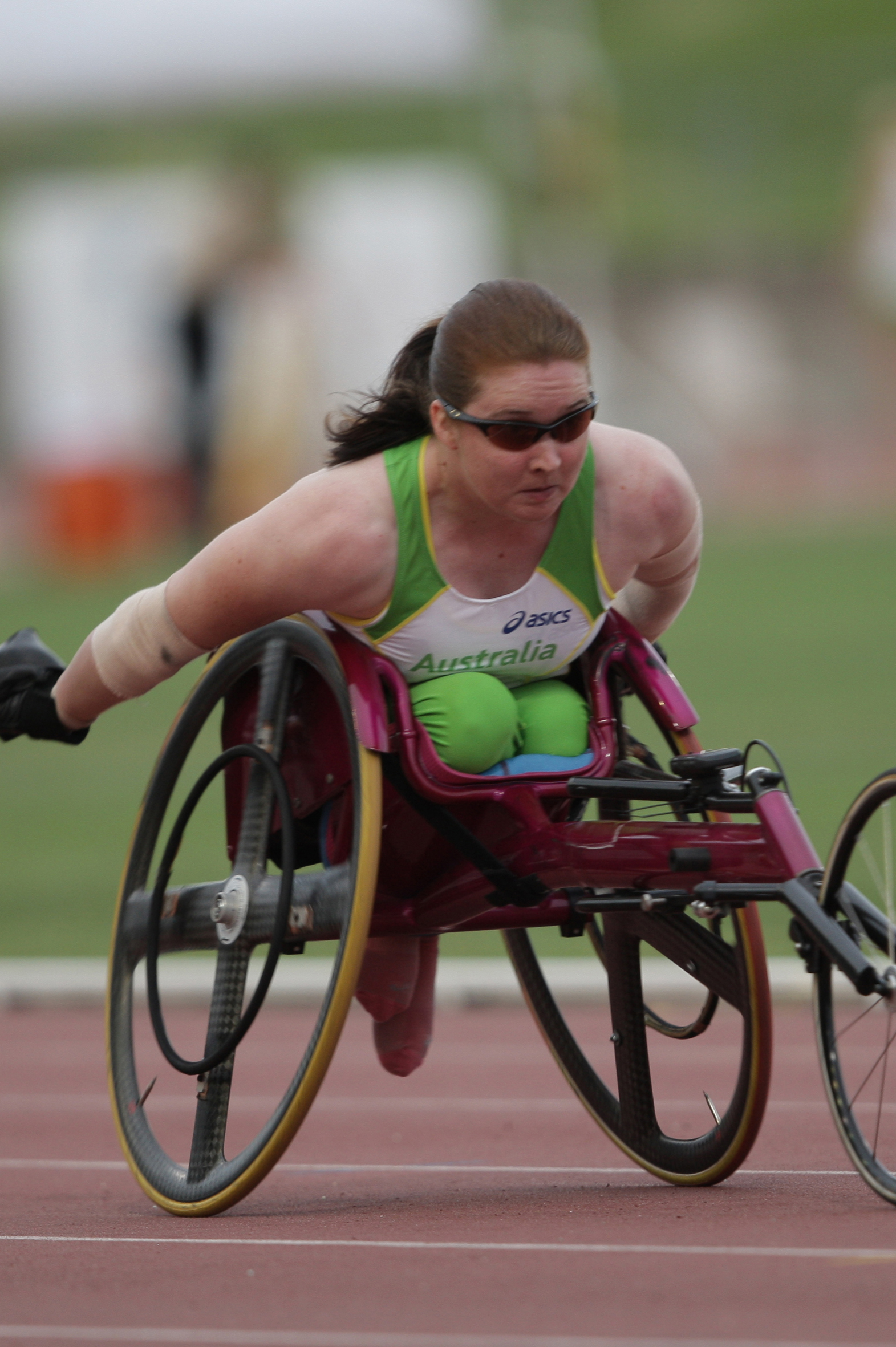
Angie Ballard compitiendo en la reunión de calentamiento del Campeonato Mundial 2011 en Sídney, enero de 2011

En agosto de 1998, Ballard compitió en los Campeonatos Mundiales del Comité Paralímpico Internacional en Birmingham, Inglaterra, donde formó parte de la medalla de oro del equipo australiano que venció en las pruebas de relevos de 4 x100 m y 4x400 m. Ambas victorias en relevos establecieron récords mundiales de larga data. En el Campeonato Mundial de 2002, ganó el oro en los 100   m. En el Campeonato Mundial de Atletismo IPC 2013 en Lyon, Francia, ganó medallas de plata en las pruebas femeninas T53 de 100   m, 200 m y 800 m y una medalla de bronce en los 400 m T53.
En el Campeonato Mundial de Atletismo IPC 2015 en Doha, Ballard ganó medallas de oro en el T53 200 m femenino en un tiempo récord del campeonato de 29.33 y el T53 400 m femenino. Después de ganar los 400  m, Ballard dijo: "Este es el que quería. Estaba tan nervioso al entrar, que tratas de decirte a ti mismo que lo peor que puede pasar es perder y comenzar de nuevo mañana, pero la realidad es que esto es muy importante. Estaba tan asustado antes de la carrera, tal vez me dio la adrenalina para hacerlo. He trabajado muy duro por esto durante tanto tiempo ". También ganó una medalla de bronce en la prueba de 800 m T54 detrás del medallista de oro Madison de Rozario.
En el Campeonato Mundial de Atletismo Paralímpico 2017 en Londres (Inglaterra) ganó las medallas de plata en las pruebas de la clase T53 de 100 m y 200 m y terminó cuarta en el T53 de 400 m y sexta en el T53 de 800 m.

### Copa Mundial
En la Copa Mundial Paralímpica inaugural en Mánchester en 2005, Ballard ocupó el tercer lugar en la prueba femenina de 100 m T53.

### Juegos de la Commonwealth
En los Juegos de la Commonwealth de 2006 en Melbourne, terminó sexta en 800 m T54. Ganó la medalla de oro en el 1500 m en los Juegos de la Commonwealth 2014 en Glasgow. En los Juegos de la Commonwealth de 2018 en Gold Coast (Australia), ganó la medalla de plata en los 1500 m que terminó detrás de Madison de Rozario.

### Títulos australianos
Ballard ganó los 100 m en silla de ruedas abierto femenino en 1998, 2001, 2002, 2004, 2005 y 2008, y terminó en segundo lugar en 2000, 2003, 2010 y 2011. En el evento de 200 m, ganó el oro en 1998, 1999, 2001, 2002, 2004, 2008 y 2010, plata en 2000 y 2005 y bronce en 2006. En los 400 m, ganó el oro en 1999, 2000, 2001, 2005, 2008 y 2010, plata en 2004 y bronce en 2002 y 2006. En 800 m, ganó oro en 1999 y 2001, plata en 2000 y 2005, y bronce en 2002 y 2004. En 1500 m, ganó el oro en 2005 y 2010.
En 1999, compitió en los Juniors en Silla de Ruedas de Australia. Ganó cinco medallas de oro en esos juegos y fue nombrada la atleta femenina de los juegos.
Ballard ganó un oro y una plata en el Sydney Track Classic 2011. En la competencia de 2012, Ballard estableció récords personales y récords de Oceanía para los 100 m (en un tiempo de 17.27 s), 200 m (30.12 s) y 400 m (56.89 s).

### Eventos de larga distancia
Ballard también a veces compite en eventos de larga distancia, en los que las clasificaciones de discapacidad generalmente se combinan, por lo que compite contra atletas en la clasificación T54 más alta. Representó a Australia en las pruebas de 800 m (T54) en los Juegos de la Commonwealth de 2006, quedando sexta en la final. En los Juegos de la Commonwealth de Glasgow 2014, ganó una medalla de oro en el 1500 m T54. También corrió y ayudó a organizar los 10 km Oz Day en sillas de ruedas, alcanzando la segunda posición en 1999, y tercera en 2005 y en 2012. En 1998, junto con Louise Sauvage, Christie Skelton y Holly Ladmore, completó un 845 kilómetros (525,1 mi) en relevos desde Byron Bay a Bondi Beach, que recaudó $200,000 para atletas discapacitados.

### Récords mundiales
- 29 de mayo de 2015 en el Gran Premio de Atletismo del IPC en Nottwil, Suiza: récord mundial femenino de 400 m T53 con un tiempo de 54.73 segundos.[53]
- El 4 de junio de 2015 en el IPC sancionó a Daniela Jutzeler Memorial Para-athletics Meet, Arbon, Suiza: récord mundial femenino de 400 m T53 con un tiempo de 54.70[54][55]
- El 4 de junio de 2015 en IPC sancionó a Daniela Jutzeler Memorial Para-athletics Meet, Arbon, Suiza: récord mundial femenino de 800 m T53 con un tiempo de 1:47.48.
- 5 de junio de 2016 en Indy Invitational Meet en Indianápolis, EE. UU. - récord mundial femenino de 400 m T53 con un tiempo de 54.69.[56]

## Abogacía y patrocinio
Ballard ha sido nombrada embajadora o defensora por varias organizaciones interesadas en personas con discapacidad, deporte, salud o ejercicio. En 2000, fue seleccionada para el Equipo MAA (Autoridad de Accidentes de Motor ), para discutir los accidentes en carretera con otros jóvenes. En 2005, fue nombrada embajadora de Ayuda Técnica para Discapacitados. Ayudó a reclutar voluntarios, asistió a eventos para recaudar fondos, posó para fotos y les mostró su medalla. Más tarde, ese mismo año, también visitó pacientes en el Westmead Children's Hospital junto con varias celebridades para ayudarles a celebrar la Navidad. En 2007, Ballard fue elegida embajadora del Día de Caminar al Trabajo. Está en el consejo de la Asociación de Deportes en Silla de Ruedas de Nueva Gales del Sur.
Junto con otros atletas afiliados a la universidad, Ballard asistió a una conferencia de prensa para oponerse a la introducción del sindicalismo voluntario estudiantil.

## Reconocimiento
- 1999 - ACT Academy of Sport Athlete of the Year in the Disabled Category[13]
- 2013 y 2014 - Atletismo Australia Para-Atleta Femenina del Año[64][65]
- Octubre de 2014: un recién graduado de la Universidad de Sídney le otorgó la Medalla de Graduado Nigel C Barker por Logro Deportivo.[15]